# Хронологія рекордів України з бігу на 2000 метрів серед чоловіків
Рекорди України з бігу на 2000 метрів визнаються Федерацією легкої атлетики України з-поміж результатів, які показали українські легкоатлети на відповідній дистанції на біговій доріжці стадіону, за умови дотримання встановлених вимог.

## Хронологія рекордів
|                                                      | Час     | Атлет                | Місто змагань | Дата змагань | Примітки    | Відео |
| ---------------------------------------------------- | ------- | -------------------- | ------------- | ------------ | ----------- | ----- |
| 1                                                    | 5.06,6  | Іван Бєлицький Одеса | Київ          | 24.07.1965   | [ 1 ] [ 2 ] |       |
| Рекорд СРСР.                                         |         |                      |               |              |             |       |
| 2                                                    | 5.05,6  | Віталій Тищенко Київ | Кишинів       | 06.05.1980   |             |       |
| ф3.                                                  |         |                      |               |              |             |       |
| 3                                                    | 5.03,91 | Іван Гешко Чернівці  | Стамбул       | 24.06.2000   |             |       |
| ф1: 1. Іван Гешко 5.03,91. 2. Василь Цікало 5.04,09. |         |                      |               |              |             |       |
| 24 роки, 277 днів від дати встановлення              |         |                      |               |              |             |       |